# Kertajaya (Gubeng)
Kertajaya is een bestuurslaag in het regentschap Soerabaja van de provincie Oost-Java, Indonesië. Kertajaya telt 23.193 inwoners (volkstelling 2010).